# Кояново (Бирский район)
Кояново (баш. Ҡуян) — село в Бирском районе Башкортостана, относится к Старобазановскому сельсовету.

## Население
| 2002 | 2009 | 2010 |
| ---- | ---- | ---- |
| 132  | ↘129 | ↗130 |

Национальный состав
Согласно переписи 2002 года, преобладающие национальности — русские (54 %), марийцы (35 %).

## Географическое положение
Расстояние до:
- районного центра (Бирск): 27 км,
- центра сельсовета (Старобазаново): 3 км,
- ближайшей ж/д станции (Уфа): 84 км.

## Известные уроженцы
- Попов, Андрей Фёдорович — Герой Советского Союза.
- Каткова, Тамара Ларионовна — Герой Социалистического Труда, мастер-маслодел высшего класса, Почетный гражданин г. Белебей.